# Тесса Бланшар
Тесса Бланшар (англ. Tessa Blanchard; нар. 26 липня 1995; Шарлотт (Північна Кароліна), США) — американська професійна реслерка, вона входить в команди Impact Wrestling і до The Crash Luca Libre, Мексика. Колишня реслерка AEW.

## Життєпис
Тесса Бланшар народилася в місті Шарлотт (Північна Кароліна), США, 26 липня 1995 року. Походить з великої сім'ї реслерів: онука борця Джо Бланшара, донька Туллі Бланшара. 
Кар'єру з реслінгу почала в 2012 роц. З цікавістю, пристрастю і талантом до спорту вона почала тренуватися з Джорджем Сауддом. Професійну кар'єру з реслінгу почала в червні 2014 року в поєдинку в Queen of Combat, де перервала виступ виступ реслерки Міс Рейчел, після перемоги над Амандою Родрігес вона могла виграти наступний бій. 
Бланшар відома своїми нагородами, включаючи чемпіонат світу серед жінок, американської Pro Wrestling Alliansce, а також чемпіонат жінок з федерації боротьби Канади. 
Боролася з такими відомими реслерками, як Джесіка Ховак. Вона звилася на WWE як частина вечірнього оточення, з реслером Адамом Роузом.